# Candidatura de Espanha-Portugal-Marrocos à Copa do Mundo FIFA de 2030
Espanha-Portugal-Marrocos 2030 é a candidatura tripartida para acolher o Mundial de 2030. A mesma foi apresentada oficialmente e originalmente apenas com os países ibéricos a 4 de junho de 2021 numa cerimónia com o rei Filipe VI de Espanha, o presidente da República Portuguesa, Marcelo Rebelo de Sousa, e os chefes do governo, Pedro Sánchez e António Costa. A candidatura ibérica concorreu com a sul-americana composta por Uruguai-Argentina-Paraguai-Chile. Inicialmente, o Governo de Espanha anunciou a possibilidade de apresentar uma candidatura conjunta Espanha-Portugal-Marrocos ao Mundial de 2026, mas, finalmente, Marrocos apresentou a sua candidatura individual aos Mundiais de 2026 e 2030.
O projeto foi aprovado em 4 de outubro de 2023, junto com a candidatura sul-americana. Os três países recebem a maioria dos jogos da Copa de 2030.

## Histórico

### Candidatura e entrada do Marrocos ao projeto
Marrocos estava planejando uma candidatura conjunta com a Argélia e a Tunísia.
Em 29 de setembro de 2018, o conselho executivo da União das Federações Norte Africanas de Futebol anunciou que está sendo submetida uma proposta de três países para sediar a Copa do Mundo FIFA de 2030.
Em 14 de março de 2023, o Marrocos se juntou a Portugal e Espanha após a desistência da Ucrânia em se juntar aos dois países em 14 de março de 2023 por consequências econômicas da invasão russa.